# Lord Jim (1965)
Lord Jim is een Brits-Amerikaanse dramafilm uit 1965 onder regie van Richard Brooks. Het scenario is gebaseerd op de gelijknamige roman uit 1900 van de Pools-Britse auteur Joseph Conrad.

## Verhaal
Jim is de eerste stuurman op het stoomschip de Patna. Wanneer het schip met duizenden passagiers aan boord dreigt te kapseizen tijdens een orkaan, verlaat hij zijn post zonder zich om de passagiers te bekommeren. In de haven stelt hij vast dat de Patna gered is door een Frans vrachtschip. Na een proces wordt Jim oneervol ontslagen uit de handelsscheepvaart. Hij wil zijn geweten zuiveren door wapens te leveren aan een stam in het oerwoud, die wordt onderdrukt door een tiran.

## Rolverdeling
| Acteur         | Personage             |
| -------------- | --------------------- |
| Peter O'Toole  | Lord Jim              |
| James Mason    | Brown                 |
| Curd Jürgens   | Cornelius             |
| Eli Wallach    | De Generaal           |
| Jack Hawkins   | Marlow                |
| Paul Lukas     | Stein                 |
| Daliah Lavi    | Het Meisje            |
| Akim Tamiroff  | Schomberg             |
| Juzo Itami     | Waris                 |
| Tatsuo Saito   | Du-Ramin              |
| Andrew Keir    | Brierly               |
| Jack MacGowran | Robinson              |
| Ric Young      | Maleier               |
| Noel Purcell   | Kapitein Chester      |
| Walter Gotell  | Kapitein van de Patna |